# Черниговский камвольно-суконный комбинат
Черни́говский камво́льно-суко́нный комбина́т (укр. Чернігівський камвольно-суконний комбінат) — одно из крупнейших предприятий текстильной промышленности Украины, расположенный на территории Новозаводского района Чернигова рядом с комбинатом синтетического волокна. 
24 декабря 2003 года на базе Черниговского камвольно-суконного комбината была создана Камвольно-суконная компания «Чексил».

## История

### Черниговский камвольно-суконный комбинат
Строительство Черниговского камвольно-суконного комбината началось в 1961 году, первая очередь предприятия была введена в эксплуатацию в 1963 году (4 декабря 1963 года заработали первые 12 тыс. веретён). В 1964 году в эксплуатацию была введена вторая очередь комбината, в 1965 году — третья очередь комбината. В 1969 году комбинат достиг проектной производственной мощности (13 млн метров высококачественной шерстяной костюмной ткани и 6 млн метров сукна и драпа в год). В 1972 году впервые в СССР на комбинате были освоены технология карбонизации готовых тканей из шерсти и нитрона, а также печатание рисунков на готовых тканях методом фотофильмпечати.
По состоянию на 1985 год комбинат выпускал камвольные и суконные ткани, а также трикотажную пряжу. В составе комбината действовали пять основных производств (камвольно-чесальное, камвольно-прядильное, аппаратно-прядильное, ткацкое, отделочное) и несколько вспомогательных отделов и цехов.
5 января 1989 года Совет министров УССР принял решение о проведении технического переоснащения комбината. В результате, в 1989 году комбинат вышел на рекордные в СССР мощности для шерстяного текстиля (24,5 млн погонных метров тканей в год). На предприятии работали 11 тысяч человек, были установлены 70 тыс. веретён камвольного прядения, 13 тыс. веретён аппаратного прядения, 852 ткацких станка, 375 единиц отделочного оборудования.
Был крупным текстильным предприятием не только на территории СССР, но и во всей Европе, оснащённым по последнему слову техники. Сырьё для предприятия поставлял первенец первой пятилетки — черниговская фабрика первичной обработки шерсти (ныне ОАО «Черниговшерсть»).
10 августа 1993 года Кабинет министров Украины внёс производственные помещения и склады комбината в перечень объектов, подлежащих охране подразделениями государственной службы охраны при МВД Украины.
В 1994 году комбинат стал акционерным обществом. В связи с сокращением спроса на продукцию предприятия на внутреннем рынке Украины, производство было переориентировано на экспорт.
В августе 1997 года комбинат был включён в перечень предприятий, имеющих стратегическое значение для экономики и безопасности Украины.

### Камвольно-суконная компания «Чексил»
24 декабря 2003 года на базе Черниговского камвольно-суконного комбината была создана Камвольно-суконная компания «Чексил».
В 2004 году ЗАО «Чексил» было преобразовано в ЗАО "Камвольно-суконная компания «Чексил»". В 2004 году на комбинате было произведено около 5 млн. погонных метров товарной продукции на сумму 127 млн. гривен (при этом существенная часть продукции была поставлена на экспорт в 15 стран мира), общая численность работников и сотрудников предприятия составляла свыше 3 тыс. человек.
Начавшийся в 2008 году экономический кризис осложнил положение предприятия, к февралю 2009 года количество работников было сокращено на 100 человек.
В марте 2012 года предприятие освоило производство ткани из промышленной конопли и возобновило выпуск полушерстяной пряжи для ручного вязания. В декабре 2012 года общая численность работников предприятия составляла 1000 человек.
По состоянию на 2013 год, производственные мощности «Чексил» позволяли производить до 5 млн. погонных метров тканей для пошива мужских и женских пиджаков, костюмов, брюк, пальто и военной формы. Около 40% продукции поставлялось на внутренний рынок Украины, остальное - на экспорт в более чем 20 стран мира. В 2013 году чистый доход компании составил 99,86 млн гривен (оставшись на уровне предыдущего года), чистый убыток сократился на до 8,75 млн. гривен.

## Описание
24 декабря 2003 года на базе Черниговского камвольно-суконного комбината была создана Камвольно-суконная компания «Чексил» с размером статутного капитала 10 млн. грн. Собственниками являются ЧАО «Менеджинг компани» (99,79%) и Громов Антон Валериевич. Собственники ЧАО «Менеджинг-компани»:  ООО «Астерия-Люкс» 8%, ООО «Лексикон-Груп» (Латвия) 19,5%, Попов Дмитрий Викторович 10%, Киселица Иван Михайлович 6%, Сурженко Галина Васильевна (Молдова) 9,5%, Шарова Виктория Сергеевна 7%, Климко Валерий Николаевич (Россия) 26%. Конечным бенефициаром является гражданин Российской Федерации Громов Антон Валериевич.
На 2020 год активы составили ▼ 455,052 млн. грн., выручка (оборот) — ▼ 4,012 млн. грн., обязательства — ▼ 695,188 млн. грн. Внешнеэкономическая деятельность на 2018 год: объём импорта 6-6,5 млн. грн., доход от экспорта 65-70 млн. грн. Выручка в 2020 году по сравнению с 2019 годом (30-35 млн. грн.) сократилась минимум в 7,5 раз, а по сравнению с 2018 годом (100-150 млн. грн.) — минимум 25 раз. 
Виды деятельности:
1. основной — подготовка и прядение ткацких волокон,
2. ткацкое производство,
3. украшение текстильных изделий,
4. производство не ткацких текстильных материалов и изделий из них (кроме одежды),
5. оптовая торговля текстильными товарами,
6. предоставление в аренду других машин, оборудования и товаров,
7. розничная торговля текстильными товарами в специализированных магазинах,
8. забор, очищение и снабжение воды

Главная продукция: камвольная и аппаратная пряжа, шерстяные изделия.